# Johan von Mentzer
Johan von Mentzer, född 15 september 1670, död 1 maj 1747 på Tidaholm var en svensk militär och landshövding.

## Bana
von Mentzer blev volontär vid Livgardet 1686 och efter erhållet tillstånd att resa utomlands, fänrik vid markgrevens av Bayreuth regemente på Morea 1688. Han blev löjtnant 1690, kapten 1692 och major 1695. Efter att fred slutits med Turkiet gick han i polsk tjänst och blev major vid fältmarskalken Steinaus regemente. Han tog avsked vid krigsutbrottet 1700. Efter hemkomsten blev han major vid överste Pudbuschs regemente 19 juli samma år och överstelöjtnant vid Gustaf Adolf Lewenhaupts regemente 5 april 1703, överste vid Älvsborgs regemente 1 februari 1710 och generalmajor 5 december 1717.
von Mentzer blev landshövding i Jönköpings län 26 mars 1728. Han erhöll efter begäran avsked 12 november 1746 med namn, heder och värdighet av generallöjtnant.

## Friherre
von Mentzer blev friherre 5 juni 1731, tog dock ej introduktionen på Riddarhuset.

## Familj
Johan von Mentzer var son till Johan Mentzer och Sophia Lilliehök, dotter till Nils Lilliehök till Gälared.
Han gifte sig med Catharina Charlotta Falkenberg, dotter till landshövdingen i Viborg Carl Falkenberg och Ebba Jaquette Sparre.